# Bromont
Bromont – miasto w Kanadzie, w prowincji Quebec, w regionie Montérégie i MRC Brome-Missisquoi. Miasto położone jest nad rzeką Yamaska i historycznie należy do obszaru Kantonów Wschodnich.
Liczba mieszkańców Bromont wynosi 6 049. Język francuski jest językiem ojczystym dla 88,4%, angielski dla 6,9% mieszkańców (2006).